# سیارک ۹۸۴۹۴
سیارک ۹۸۴۹۴ (به انگلیسی: 98494 Marsupilami، نامگذاری:2000UN111) نود و هشت هزار و چهارصد و نود و چهارمین سیارک کشف شده‌است که در ۲۷ اکتبر ۲۰۰۰ کشف شد.